# جوهور دار التعظيم
نادي جوهر دار التعظيم لكرة القدم (بالإنجليزية: Johor Darul Ta'zim F.C.) أو باختصار JDT، هو نادي كرة قدم محترف يقع مقره في جوهر بهرو بولاية جوهر الماليزية، ويتنافس في دوري السوبر الماليزي، القسم الأول في كرة القدم الماليزية. تأسس النادي عام 1972 باسم بي كي إي إن جيه لكرة القدم (PKENJ FC)، ثم أعيدت تسميته إلى نادي جوهر لكرة القدم (Johor FC) في عام 1996، قبل أن يتبنى اسمه الحالي في عام 2013. نادي جوهور دار التعظيم مملوك لتونكو إسماعيل إدريس، ولي عهد جوهر.